# Мацуноо-тайся
Мацуноо-тайся (яп. 松尾大社) или Мацуо-сан, ранее Мацуноо-дзиндзя (яп. 松尾神社) — синтоистское святилище, расположенное в районе Арасияма в Киото. Оно стоит на месте священного родника, бьющего у подножия горы Арасияма.
Это одно из старейших святилищ в районе Киото, его основание восходит к 701 или 702 году нашей эры. Название храма происходит от одноимённой реки, на которой он расположен, и значит «сосновое предгорье».
Поклонение на данном месте началось уже в древности, с тех времён остался каменный алтарь (ивакура) на вершине горы. Согласно преданию, во время переноса столицы из Нары в Киото некий аристократ увидел плавающую в водопаде черепаху и основал там храм. В то время черепахи в Японии, как и в Китае, считались символом долголетия. Святилище упоминается уже в «Энгисики» как тайся. В эпоху Хэйан храм один из первых вошёл в список 22 элитных святилищ, получавшие непосредственную поддержку японского императорского двора.
Старейшее здание храма — хондэн — было построено в 1397 году и с тех пор не разрушалось, что делает его одним из старейших сохранившихся храмовых зданий в Японии. Крыша здания представляет собой необычную вариацию стиля рё-нагарэ-дзукури (двойного нагарэ-дзукури), который иногда считается отдельным стилем — мацуо-дзукури. Главным его отличием является квадратный конёк и отсутствие тиги и кацуоги.
С 1871 по 1946 год святилище Мацуноо-тайся было официально причислено к кампэй-тайся (яп. 官幣大社 большие императорские храмы) — высшей категории поддерживаемых государством святилищ.
В 1973 году в святилище построили сокровищницу, в которой хранятся древнейшие в Японии деревянные образы ками, датированные X веком. В 1975 году вокруг неё садовый дизайнер Сигэмори Мирэй разбил три сада: старинный сад, сад у извилистого ручья в стиле эпохи Хэйан и сад Хорай в стиле эпохи Камакура; между этими тремя садами находится сад камней. Вместе их называют Сёфуэн.
Целебные свойства источника приводит в святыню множество местных производителей сакэ и мисо, которые просят ками благословить их продукт.
В святилище также подают кинпаку-мики (благословенное сакэ с золотым листом) во время хацумодэ.

## Галерея

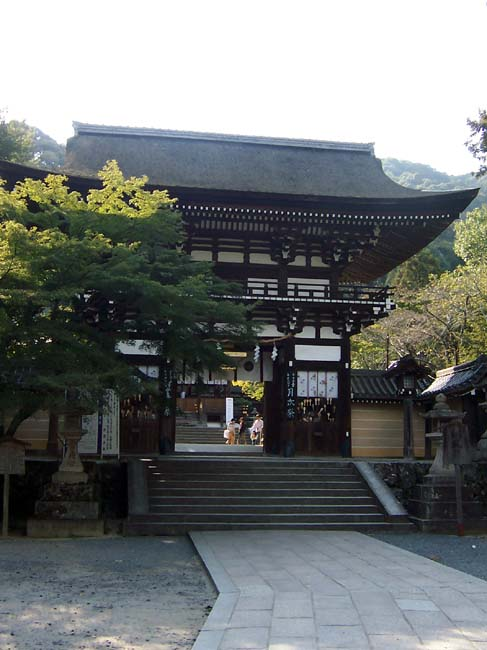
Главные ворота
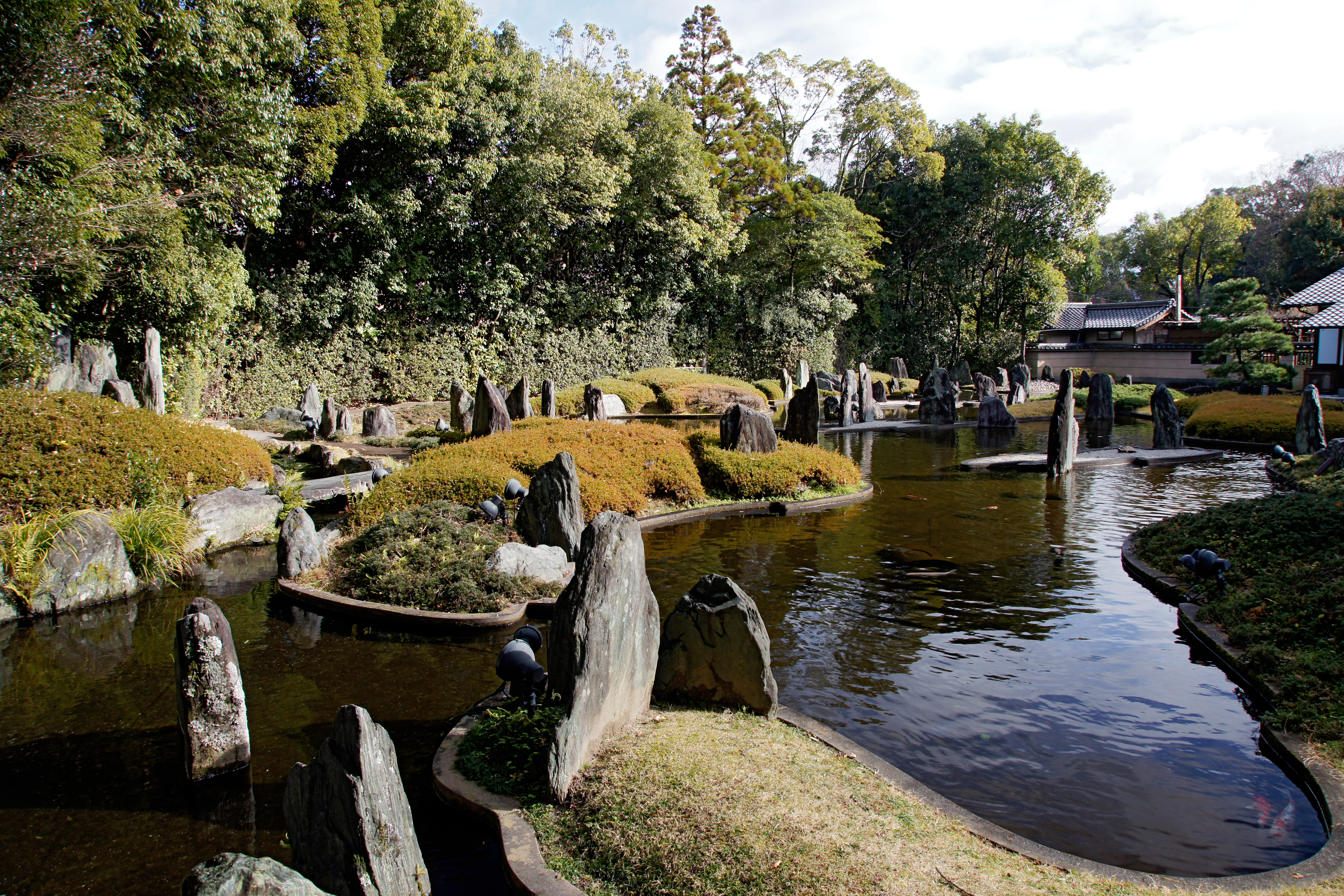
Сад Хорай в Сёфуэн
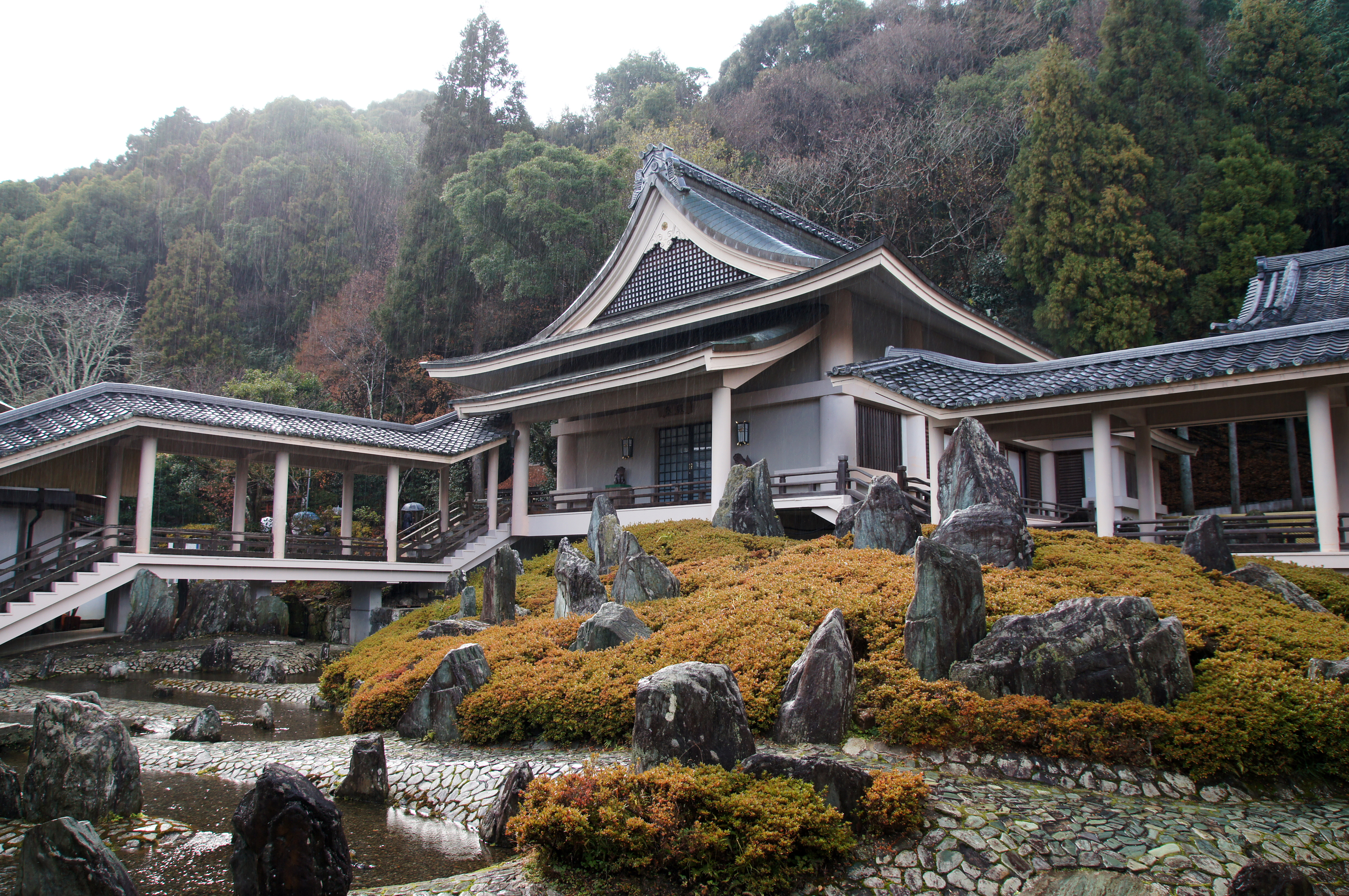
Сад Кёкусуи в Сёфуэн
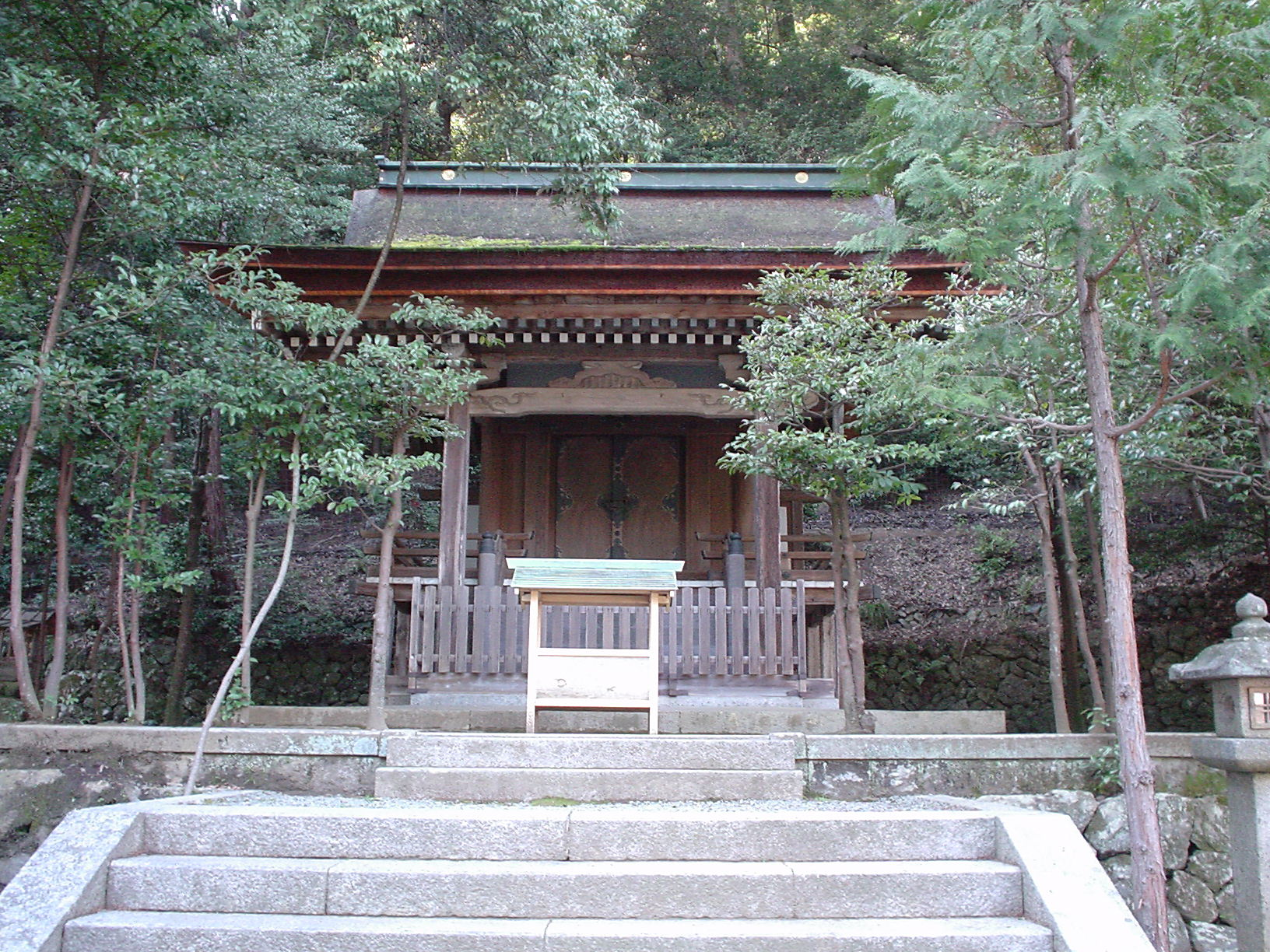
Храм Цукиёми